# Bob Johnston

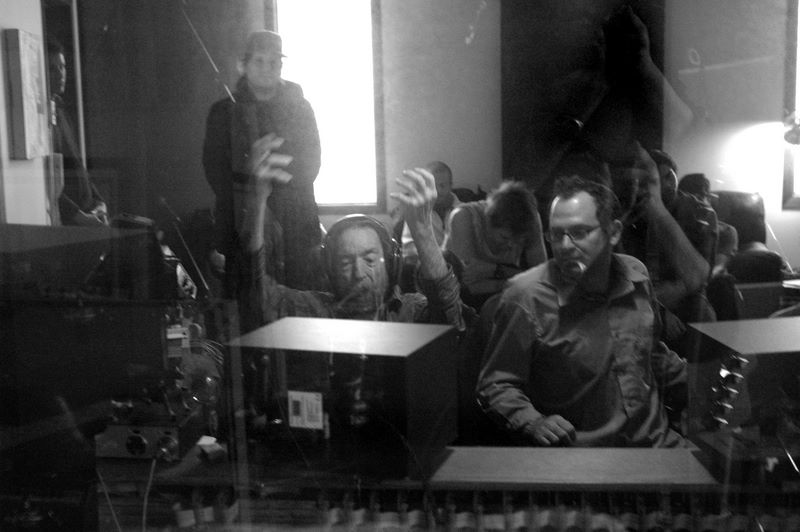
Bob Johnston (links), 2009

Donald William „Bob“ Johnston (* 14. Mai 1932 in Hillsboro, Texas; † 14. August 2015 in Gallatin, Tennessee) war ein US-amerikanischer Musikproduzent, der vor allem durch seine Arbeit mit Bob Dylan bekannt wurde, aber auch eine Reihe anderer Folk- und Countryrock-Interpreten produzierte.

## Leben

### Kindheit und Jugend
Johnston wurde 1932 in Texas geboren. Seine Mutter Diane, die bereits für Gene Autry Titel geschrieben hatte, brachte ihm bei, Songs zu komponieren. Nachdem Johnston seinen Dienst bei der US-Marine beendet hatte, zog er nach Fort Worth.

### Anfänge mit Rockabilly
In Fort Worth schrieb er für den Rockabilly-Sänger Mac Curtis einige Songs, unter anderem You Ain’t Treatin’ Me Right, I’ll Be Gentle und You are My Very Special Baby. Johnston schickte ein paar Demoaufnahmen nach New York, in der Hoffnung, dort eine Chance auf eine Karriere zu erhalten. Tatsächlich kamen die Titel zu Robert Mellin, der Johnston an Clyde Otis weiterleitete. Otis war A&R-Manager für Mercury Records und ließ Johnston die Single Born To Love One Woman einspielen. Der Song wurde auch von Ric Cartey für RCA Victor gecovert. Es folgten weitere Rockabilly-Singles von Johnston bei Chic Records und I’m Hypnotised bei Dot Records. Keine dieser Platten erreichte die Charts.

### Karriere als Produzent
1964 nahm Johnston einen Job als Produzent bei Kapp Records in New York an und heiratete später die Songwriterin Joy Byers, mit der er zusammen einige erfolgreiche Songs, zum Beispiel für Elvis Presley und Timi Yuro, verfasste.
Nur wenig später nahm Johnston dann eine Stelle bei Columbia Records an, wo er 1965 einen Großteil des Bob-Dylan-Klassikers Highway 61 Revisited produzierte. Noch während der Aufnahme-Arbeiten zu dem Album kam Johnston auf die Idee, den Aufnahmeort von New York nach Nashville in Tennessee zu verlegen, um einen mehr countryorientierten Sound zu schaffen. Blonde on Blonde wurde 1966 ein voller Erfolg. Bis 1973 produzierte Johnston alle weiteren Dylan-Alben und arbeitete auch mit Künstlern wie Simon & Garfunkel, Johnny Cash, den Byrds, Leonard Cohen, Marty Robbins, Patti Page und Dino Valente zusammen.
Nachdem Johnston Anfang der '70er Jahre sein Gehalt zu niedrig geworden war, verließ er Columbia und begann nun für andere Labels zu arbeiten. In diesen Jahren produzierte er Aufnahmen von Lindisfarne, Tracy Nelson, den New Riders of the Purple Sage, Michael Murphey, Hoyt Axton, Joe Ely und Loudon Wainwright III. Nach 1984 zog sich Johnston für einige Jahre aus der Musikszene zurück, erschien 1988 wieder auf der Bildfläche mit der Produktion einiger unbekannter Alben und arbeitete 1992 dann mit Willie Nelson zusammen.
Bob Johnston starb am 14. August 2015 im Alter von 83 Jahren in Gallatin, Tennessee, an Herzversagen.

## Bekannte Produktionen
| - Highway 61 Revisited von Bob Dylan (1965) - Blonde on Blonde von Bob Dylan (1966) - Patti Page Sings America’s Favourite Hymns von Patti Page (1966) - Parsley, Sage, Rosemary and Thyme von Simon & Garfunkel (1966) - Sounds of Silence von Simon & Garfunkel (1966) - John Wesley Harding von Bob Dylan (1967) - Christmas with Marty Robbins von Marty Robbins (1967) - At Folsom Prison von Johnny Cash (1968) - Bookends von Simon & Garfunkel (1968) - Dino Valente von Dino Valente (1968) - Dr. Byrds & Mr. Hyde von den Byrds (1969) - Songs from a Room von Leonard Cohen (1969) - Nashville Skyline von Bob Dylan (1969) - At San Quentin von Johnny Cash (1969) | - New Morning von Bob Dylan (1970) - Self Portrait von Bob Dylan (1970) - Songs of Love and Hate von Leonard Cohen (1971) - Sunday Morning Coming Down von Johnny Cash (1972) - Esther Ofarim von Esther Ofarim (1972) - Dingly Dell von Lindisfarne (1972) - Geronimo’s Cadillac von Michael Murphey (1972) - Live Songs von Leonard Cohen (1973) - Attempted Mustache von Loudon Wainwright III (1973) - Rainbow Race von Pete Seeger (1973) - Blue Sky – Night Thunder von Michael Murphey (1975) - Sweet Soul Music von Tracy Nelson (1975) - New Riders von den New Riders of the Purple Sage (1976) - Rocket Fuel von Alvin Lee (1978) - Down on the Drag von Joe Ely (1979) |